# Берёзкино (Московская область)
Берёзкино — деревня в Рузском районе Московской области России, входит в состав сельского поселения Дороховское. Население — 23 чел. (2010). До 2006 года Берёзкино входило в состав Космодемьянского сельского округа
Деревня расположена в южной части района, в 18 километрах к юго-востоку от Рузы, на берегах речки Зуёвка, фактически — западная окраина посёлка Дорохово, высота центра над уровнем моря 213 м.

## Население
| 2002 | 2006 | 2010 |
| ---- | ---- | ---- |
| 38   | ↘25  | ↘23  |